# Taba Lestari
Taba Lestari is een bestuurslaag in het regentschap Lubuklinggau van de provincie Zuid-Sumatra, Indonesië. Taba Lestari telt 1607 inwoners (volkstelling 2010).